# Araneus monoceros
Araneus monoceros este o specie de păianjeni din genul Araneus, familia Araneidae. A fost descrisă pentru prima dată de Thorell, 1895.
Este endemică în Myanmar. Conform Catalogue of Life specia Araneus monoceros nu are subspecii cunoscute.